# 石田郷子
石田 郷子（いしだ きょうこ、1958年5月2日 - ）は、日本の俳人。東京都出身。

## 経歴
父・石田勝彦、母・石田いづみはともに石田波郷に師事した俳人。1986年、やはり波郷の門人で母とも親しかった山田みづえ主宰の「木語」に入会、山田に師事。1997年、第一句集『秋の顔』にて、第20回俳人協会新人賞を受賞。2004年、「椋」を創刊、代表。2008年、大木あまり、藺草慶子、山西雅子とともに「星の木」を創刊。句集『万の枝』により、第64回俳人協会賞、第13回星野立子賞を受賞。

## 作風
「あきらめないで、自分の受けた印象にぴったりした正確なことばを使って表現すること」を信条とする。「思ふことかがやいてきし小鳥かな」「ことごとくやさしくなりて枯れにけり」など、やさしい言葉を使い情感を素直に表した句が多い。十七音にものごとが圧縮されているのではなく、ちょうど十七音の、あるいはそれに余裕をもったことがらが掬い取られている、そんなたたずまいの作品を制作する。また、師の山田みづえは、「空気の流れに漂っている何かをすっとキャッチしたような郷子俳句」と、その特徴を語っている。

## 著書
- 句集『秋の顔』 ふらんす堂、1996年
- 『俳句・季語入門事典』（全五巻）（編著） 国土社、2002年-2003年
- 句集『木の名前』 ふらんす堂、2004年
- 『俳句の意味がすぐわかる! 名句即訳 蕪村』 ぴあ、2004年
- 『俳句の意味がすぐわかる! 名句即訳 芭蕉』 ぴあ、2004年
- 『石田郷子作品集〈1〉』 ふらんす堂〈ふらんす堂文庫〉、2005年
- 句集『草の王』 ふらんす堂、2015年
- 句集『万の枝』 ふらんす堂、2024年